# Kościół Narodzenia Najświętszej Marii Panny w Lądku-Zdroju
Kościół Narodzenia Najświętszej Marii Panny w Lądku-Zdroju – kościół parafialny Parafii Narodzenia Najświętszej Maryi Panny w Lądku-Zdroju. Został wzniesiony w latach 1688–1692, w latach późniejszych kilkukrotnie rozbudowany.

## Historia
Świątynia została wzniesiona w latach 1688–1692 w miejscu, w którym stał wcześniejszy kościół gotycki. W latach 40. XVII w. został rozbudowany. W roku 1804 miał miejsce pożar, po którym podwyższono wieżę, a także dobudowano do świątyni dwie kruchty: jedną przy wejściu głównym, a drugą od południa. W roku 1815 podczas kolejnej rozbudowy ponownie podwyższono wieżę i nakryto ją cebulastym hełmem. W latach 1875 i 1900 kościół był restaurowany. Od czasów ostatniej rozbudowy świątynia nie uległa większym zmianom.

Decyzją wojewódzkiego konserwatora zabytków z dnia 25 lutego 1964 r. kościół został wpisany do rejestru zabytków.
W latach 1959 i 1972–1973 świątynia była remontowana.
We wrześniu 2024 roku podczas powodzi w Europie Środkowej kościół i plebania zostały częściowo zalane.

## Architektura

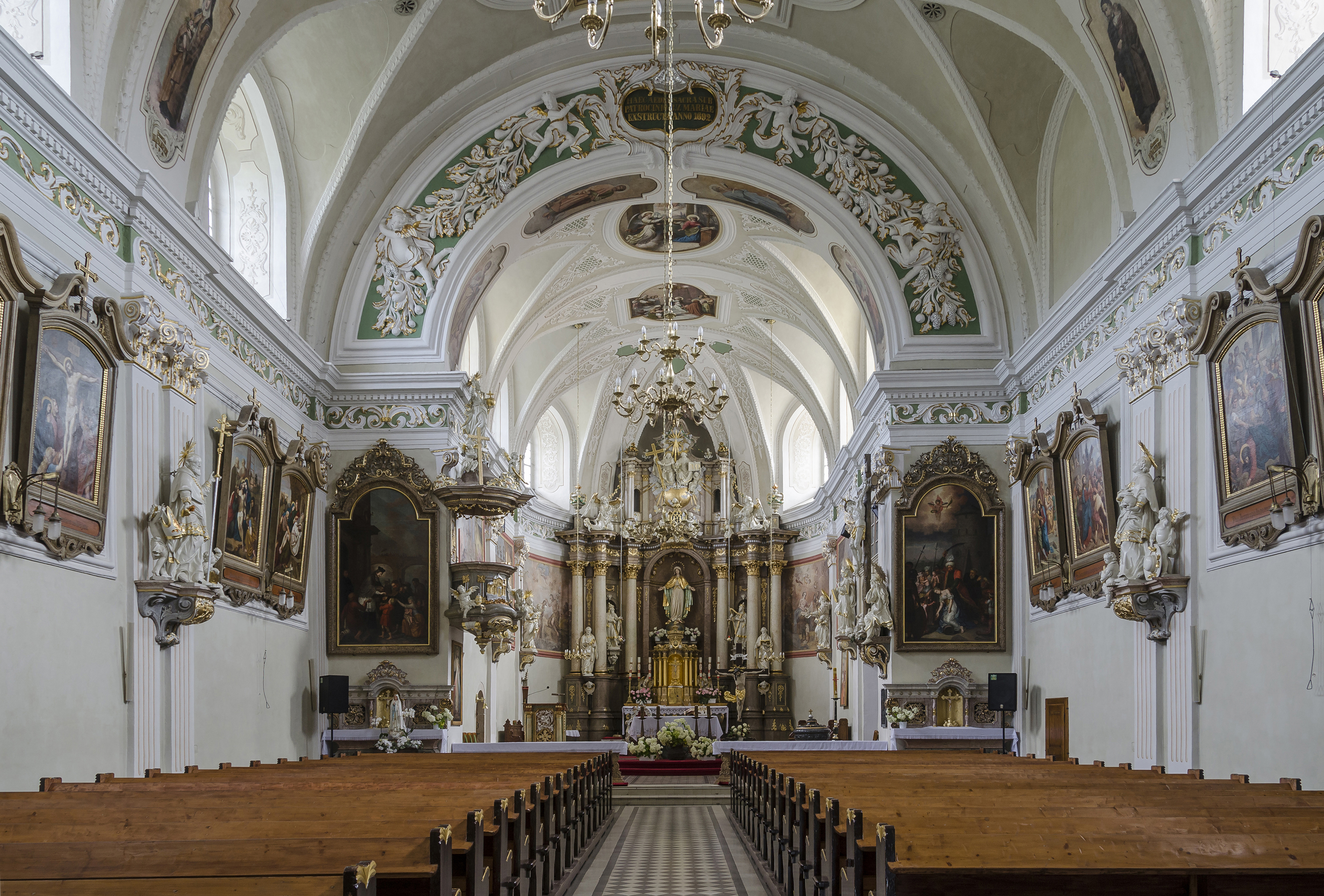
Wnętrze kościoła

Kościół jest budowlą wzniesioną na planie prostokąta, z dostawioną od południa wieżą, a od północy zakrystią. Nakryty jest dachami dwuspadowymi. Nawa i prezbiterium posiadają sklepienia kolebkowe z lunetami. W kościele zachował się późnobarokowy wystrój wnętrza oraz dekoracje sztukatorskie, a także rzeźby pochodzące z pracowni Michaela Ignatiusa Klahra. Najcenniejszymi zabytkami w kościele są pokryty polichromiami ołtarz z 1799 r. oraz prospekt organowy i drewniana empora.

Obok świątyni stoi kamienna figura św. Floriana pochodząca z 1730 r., a przy murze otaczającym kościół rzeźba przedstawiająca Ukrzyżowanie, pochodząca z roku 1884.

## Organy

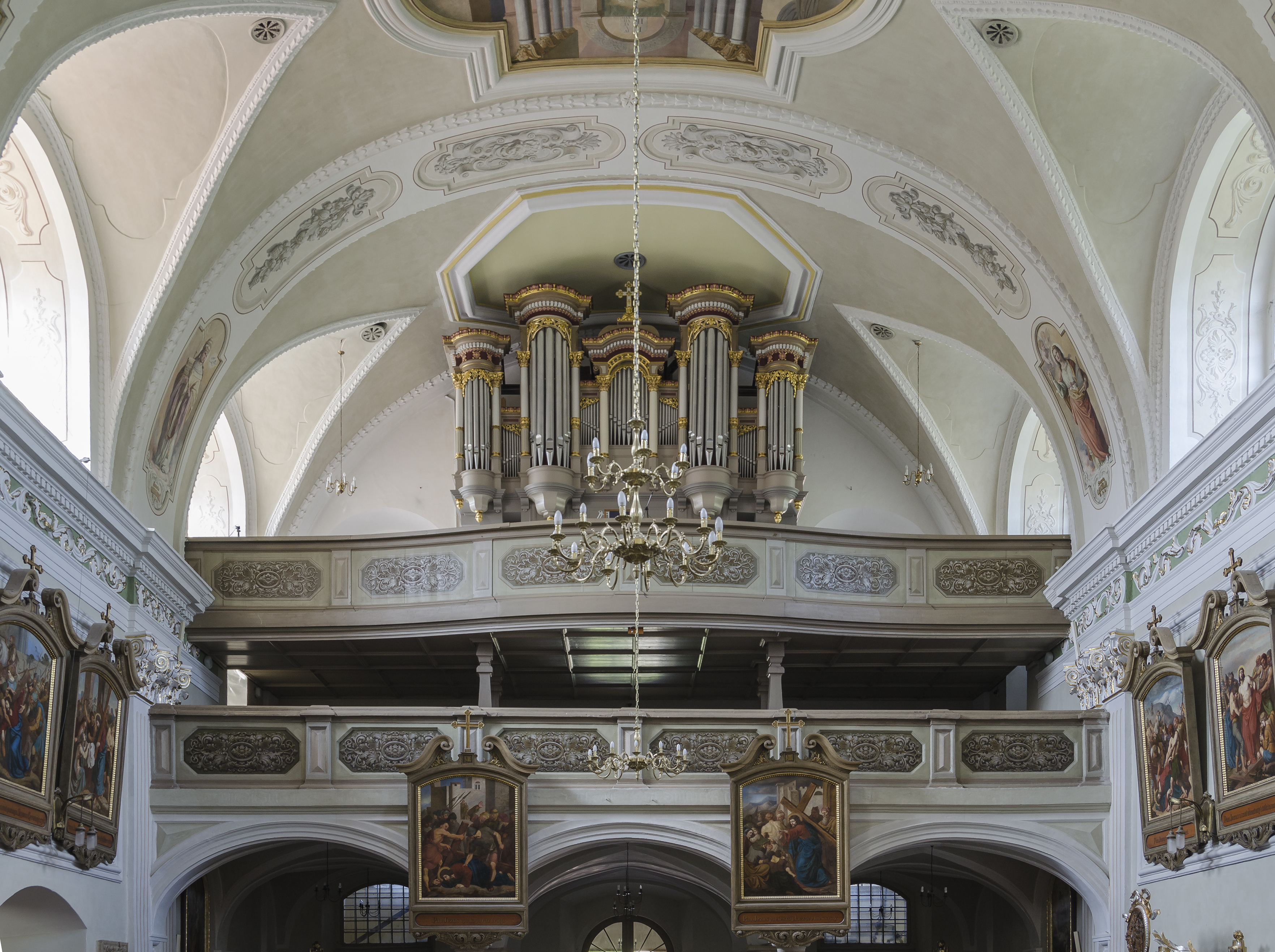
Organy

Organy wybudował w 1901 r. lądczanin Jung. W późniejszym okresie restaurowane były przez. F. Luxa, który był budowniczym organów min. w Ołdrzychowicach Kłodzkich i Polanicy-Zdroju.
Instrument zasilany jest powietrzem przez niemiecką dmuchawę zainstalowaną w 1924 roku. Generalny remont organów odbył się w 1971 r. i został przeprowadzony przez firmę organmistrzowską z Piły. Podczas tej renowacji organy miały być rozbudowane o 3 głosy: Piccolo 2', Obój 8' i Klarnet 4' oraz tremolo, niestety koszt renowacji instrumentu był bardzo wysoki i rozbudowy zaniechano. Ostatni remont przeporwadził w 2010 roku Andrzej Błaszak z synem. Dyspozycja instrumentu:
| Manuał I                  | Manuał II             | Pedał            |
| ------------------------- | --------------------- | ---------------- |
| 1. Gemshorn 8'            | 1. Progresiv 2-3      | 1. Puzone 16'    |
| 2. Doppelflöte 8'         | 2. Liebgedeckt 16'    | 2. Pryncypał 16' |
| 3. Gamba 8'               | 3. Flauto Travers 4'  | 3. Cello 8'      |
| 4. Pryncypał 8'           | 4. Prinzipal 4'       | 4. Basflöte 8'   |
| 5. Doppelflöte 4'         | 5. Geigenprinzipal 8' | 5. Violon 16'    |
| 6. Oktawa 4'              | 6. Harm. Flöte 8'     | 6. Subbas 16'    |
| 7. Bordun 16'             | 7. Salicet 8'         |                  |
| 8. Raushquinte 2 i 2 2/3' | 8. Aeolina 8'         |                  |
| 9. Kornet 2-3 f           |                       |                  |
| 10. Mixtura 5 f           |                       |                  |
| 11. Trompet 8'            |                       |                  |

## Galeria

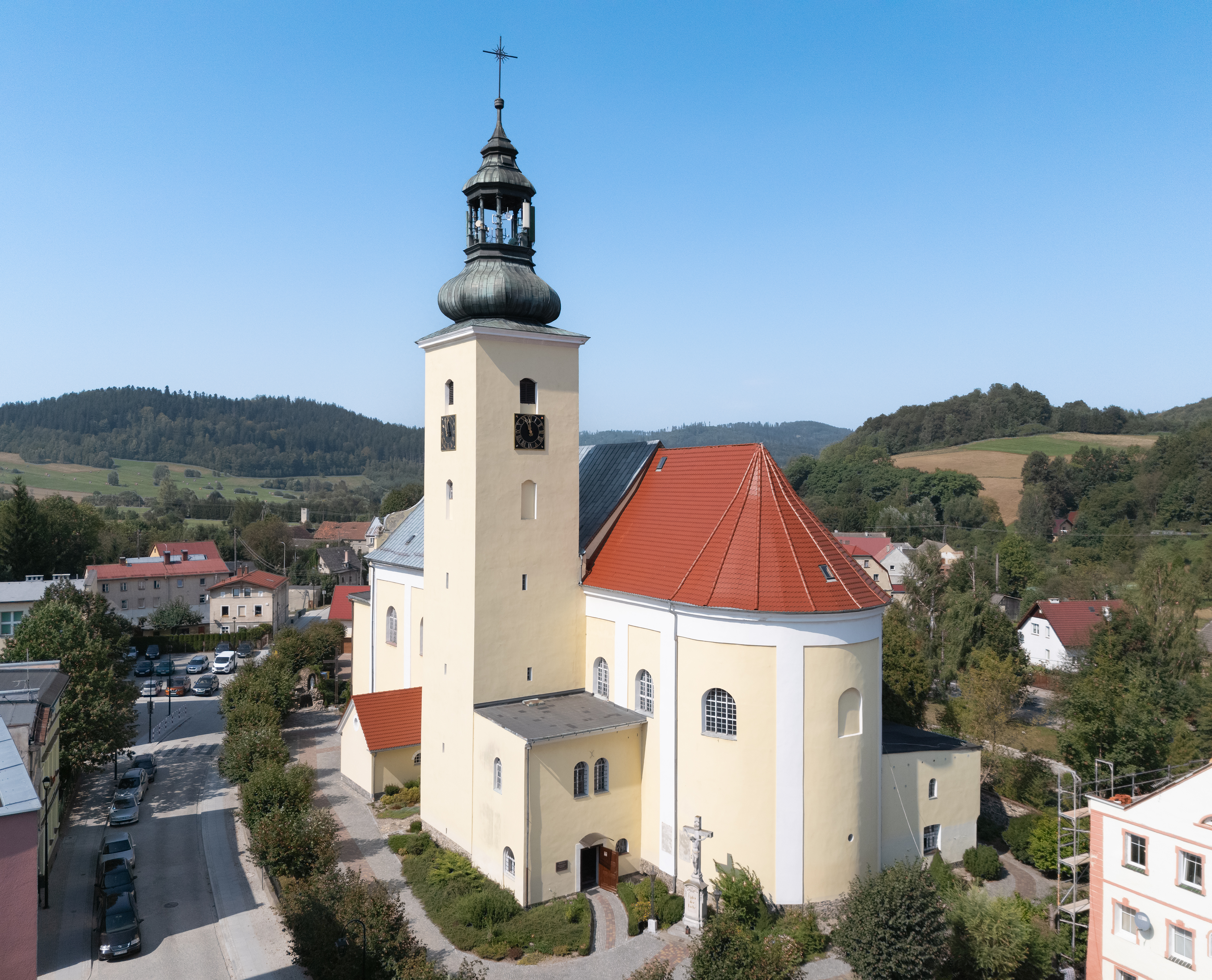
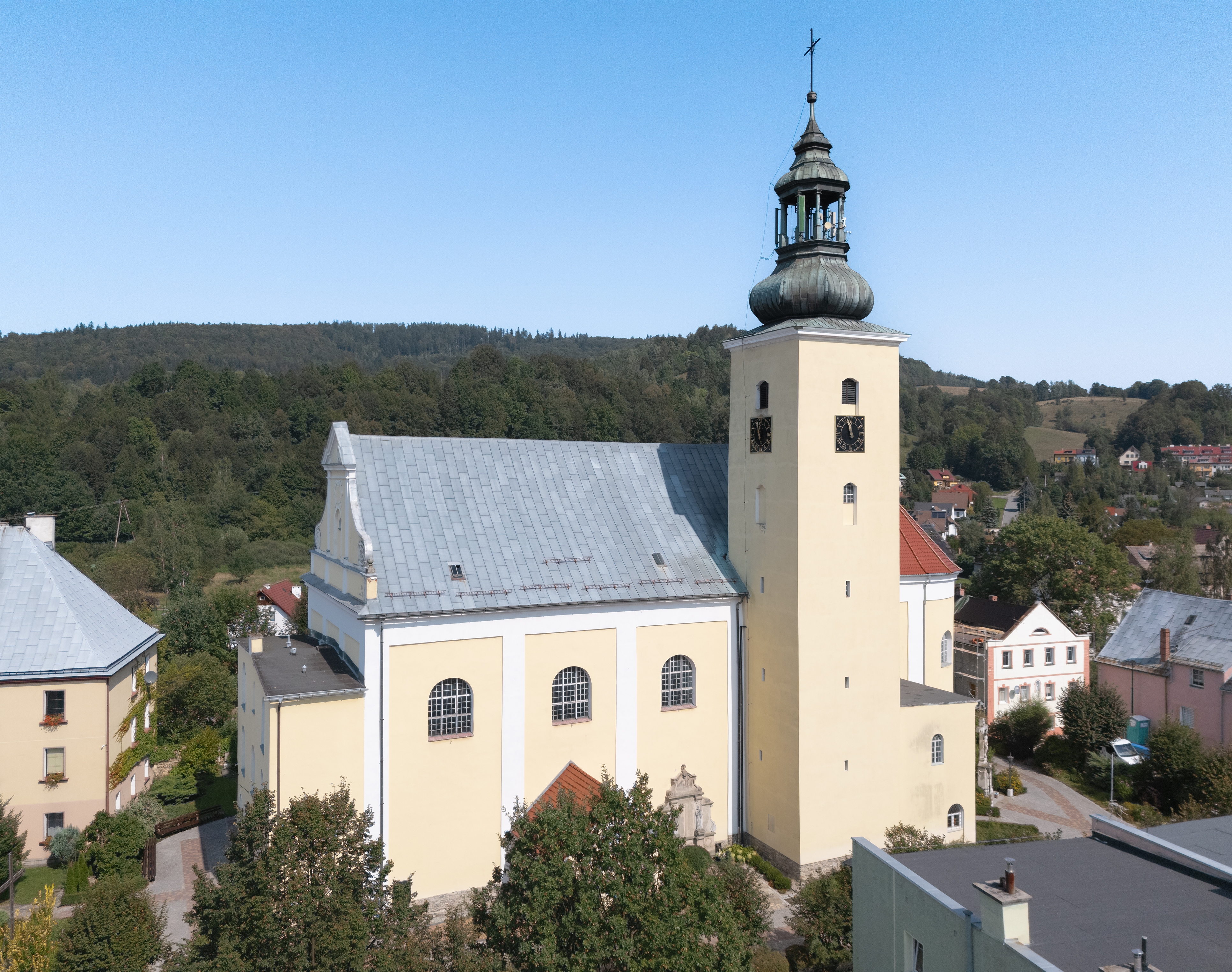
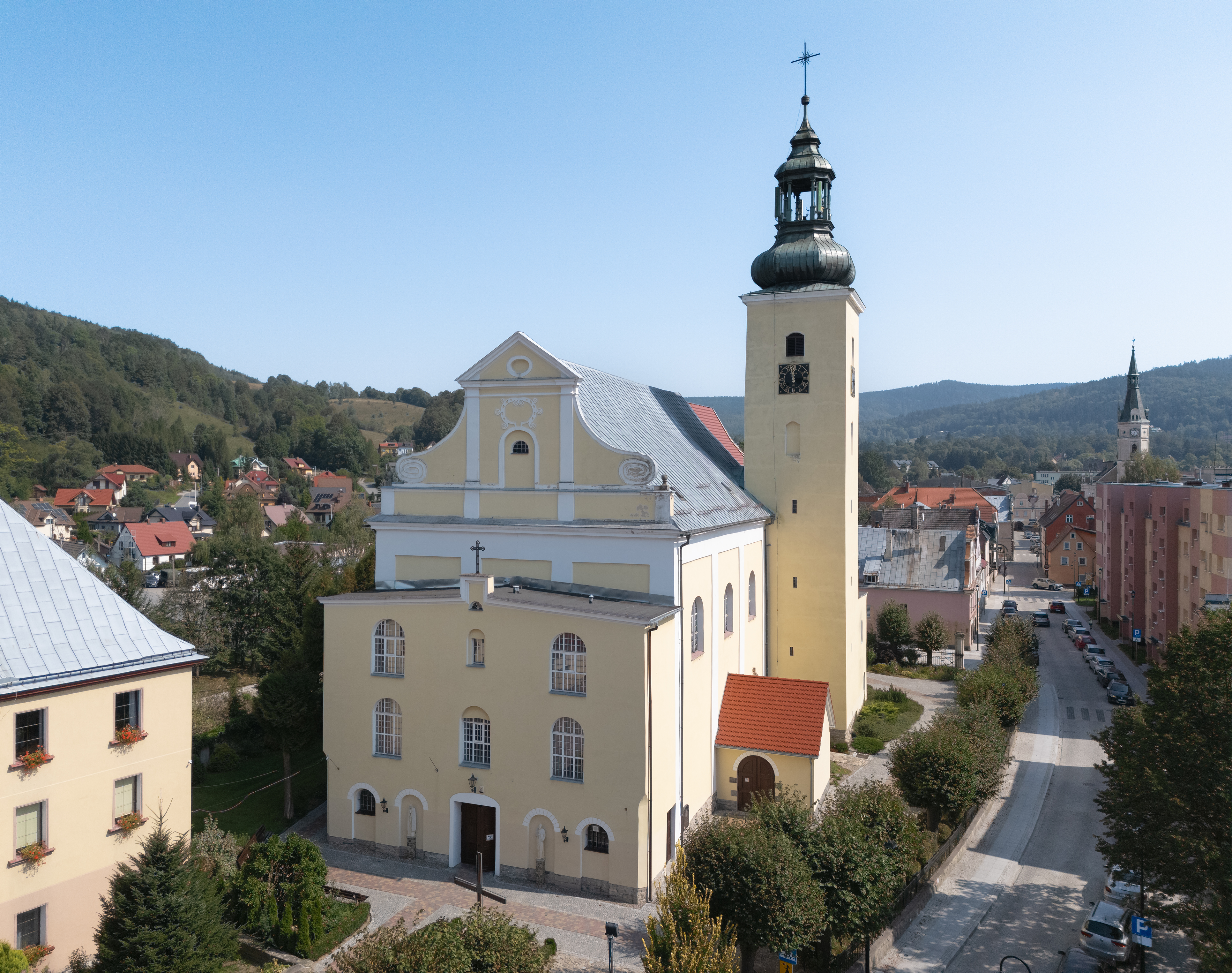
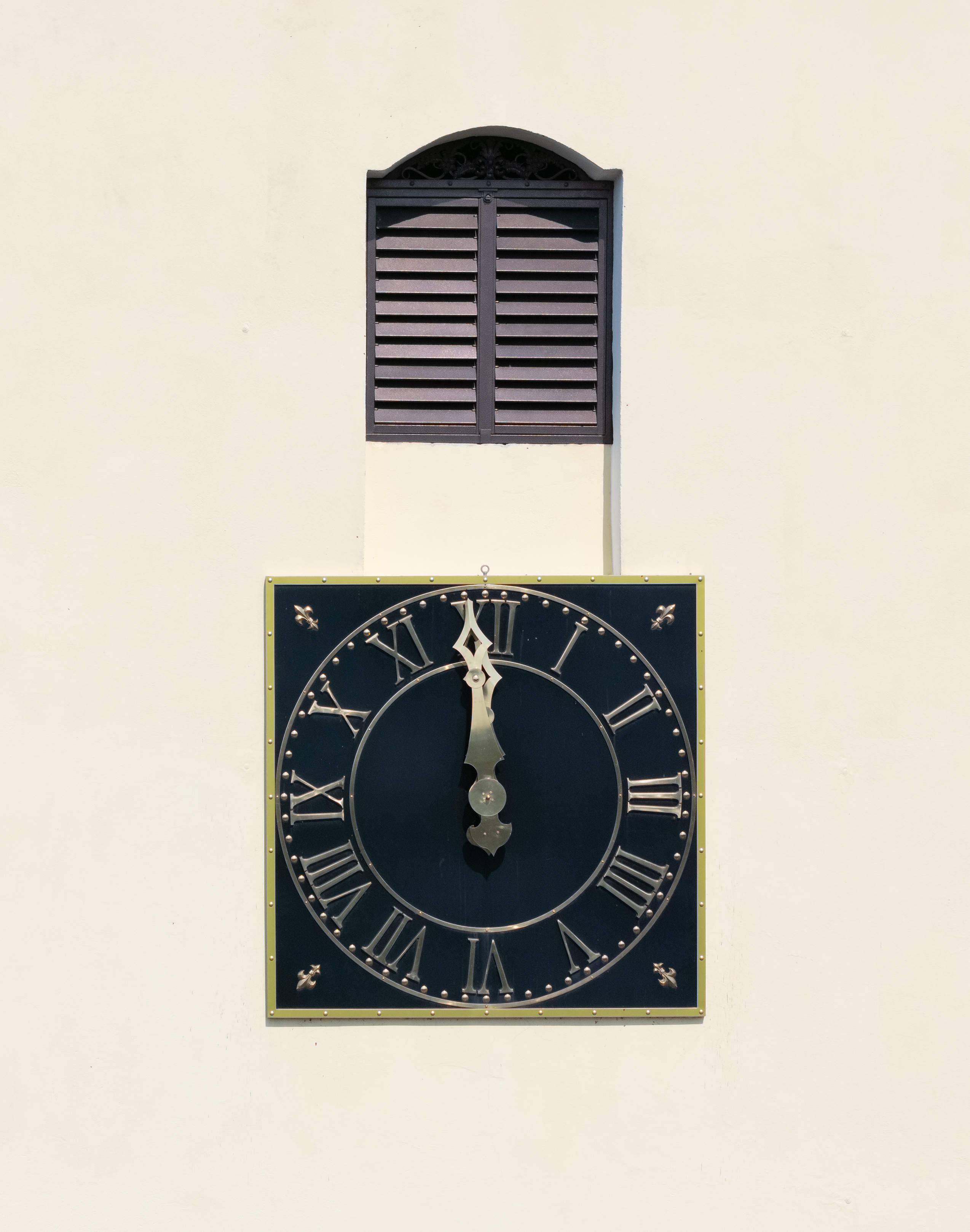
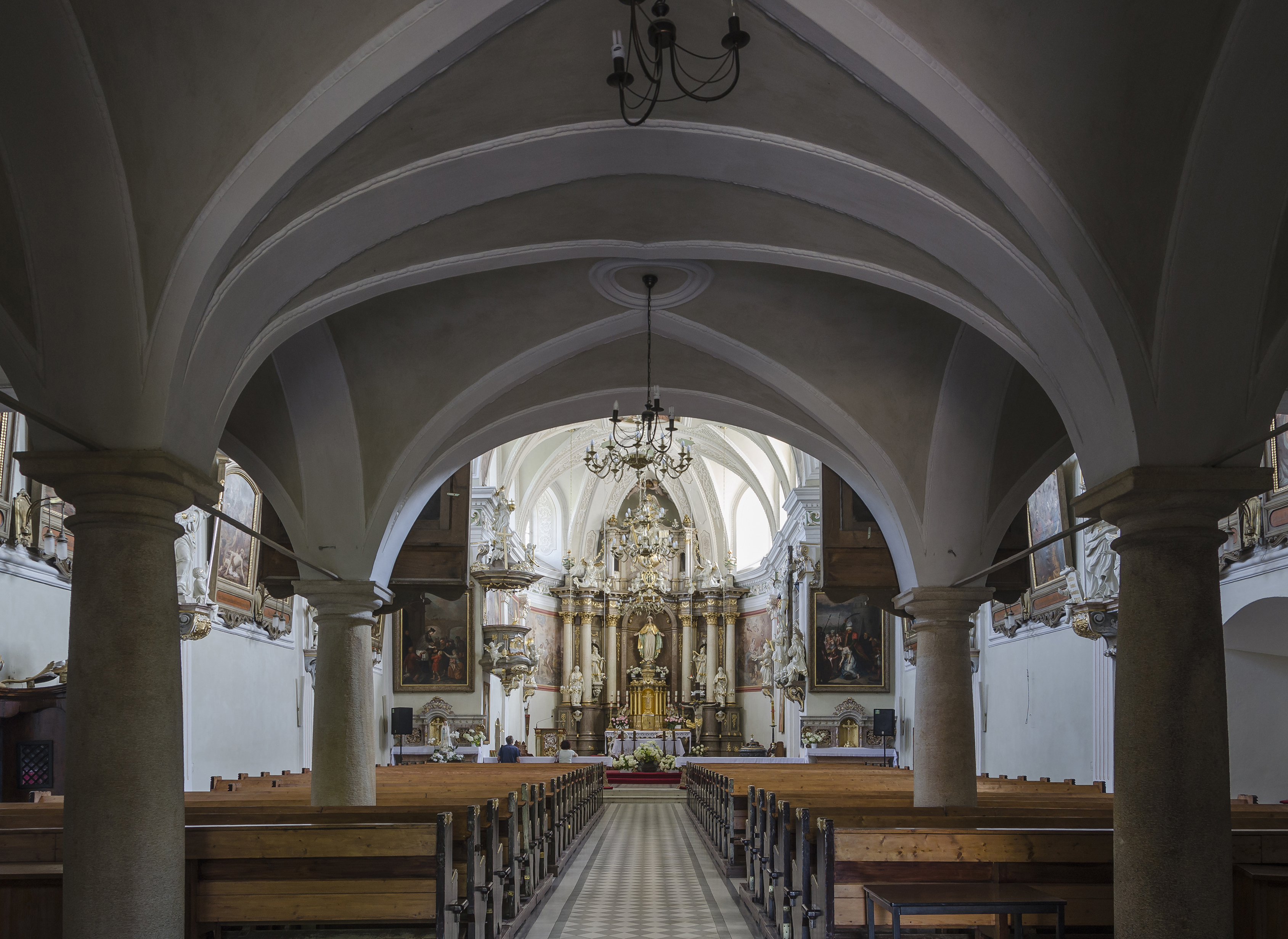
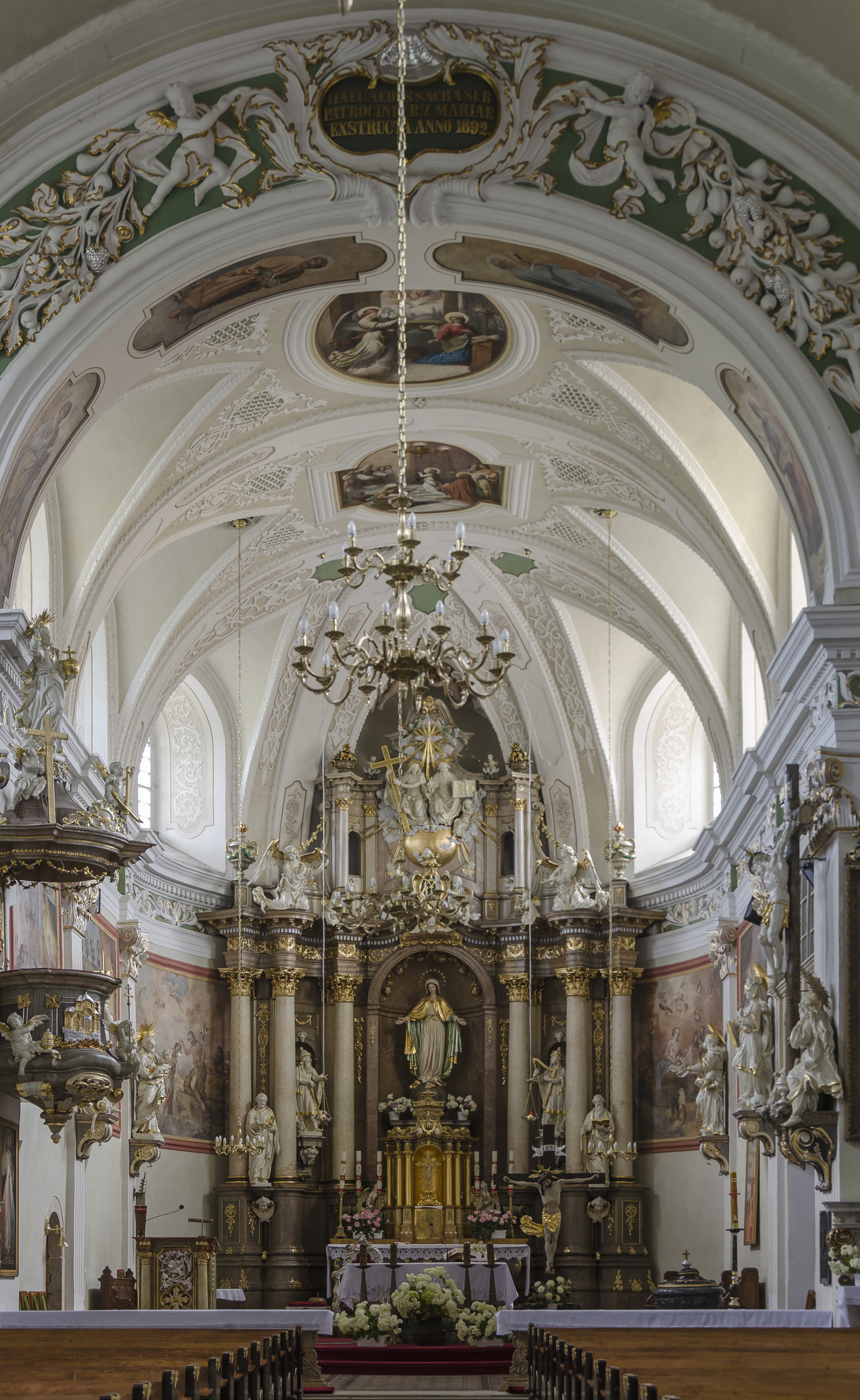
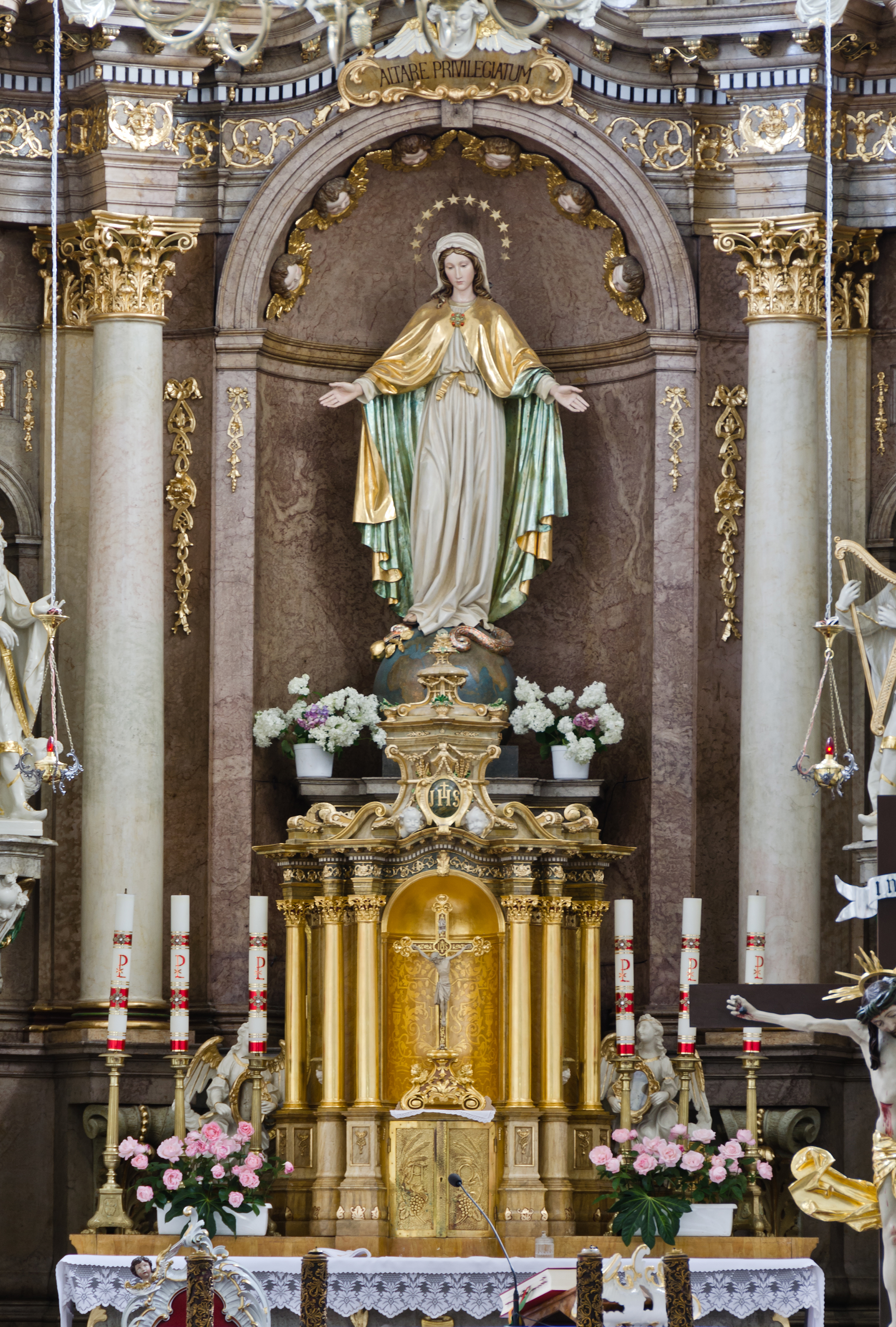
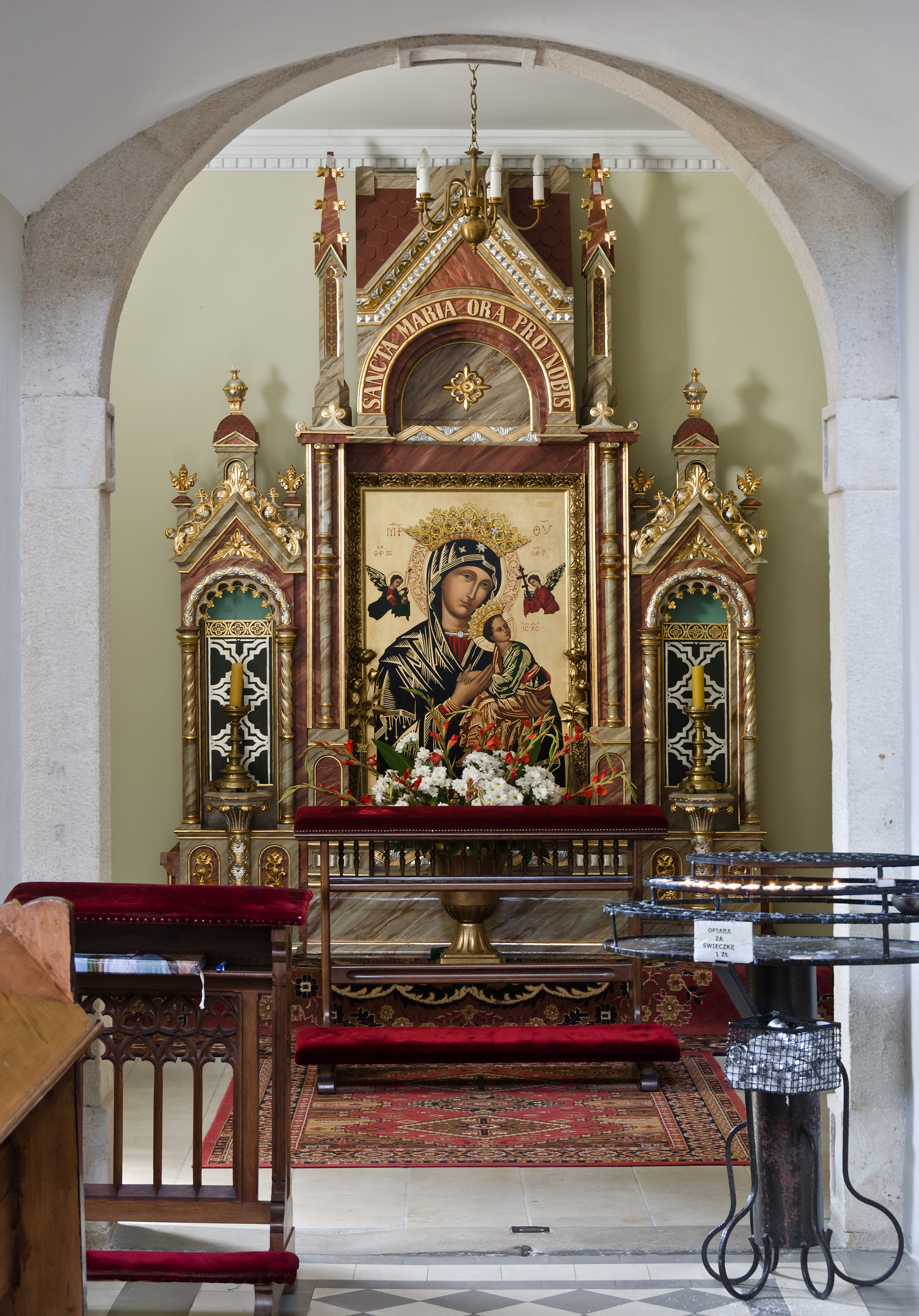
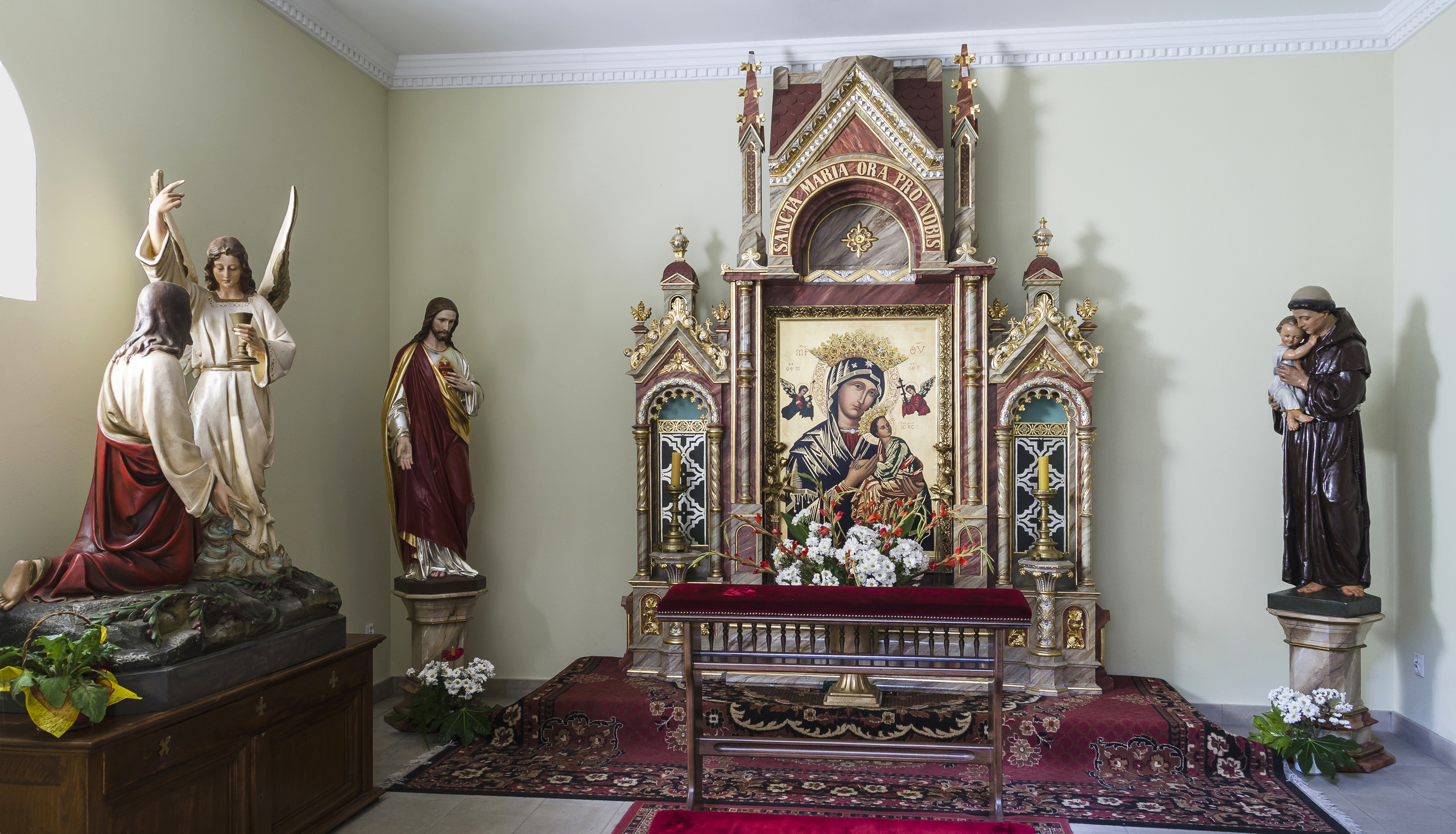
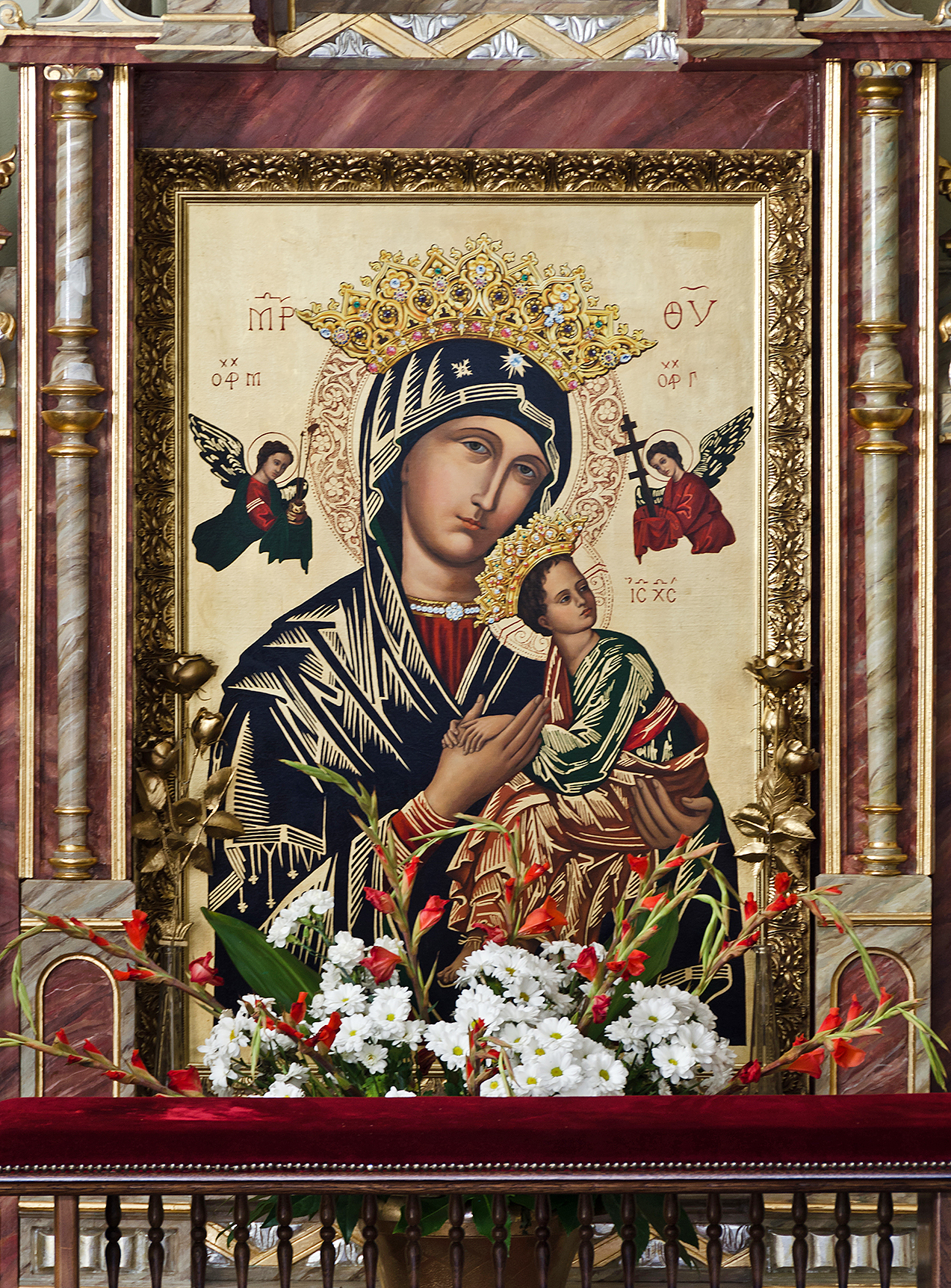
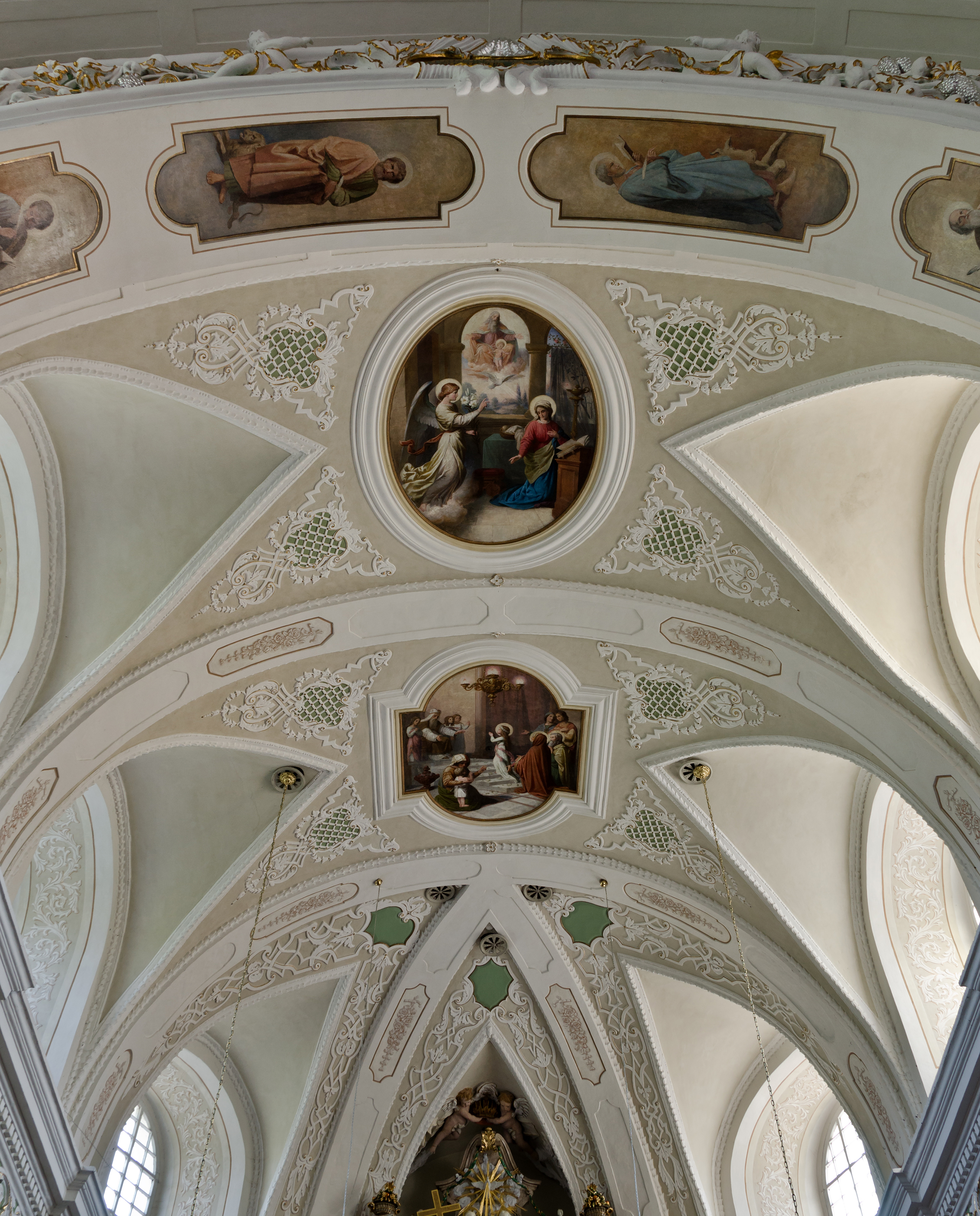
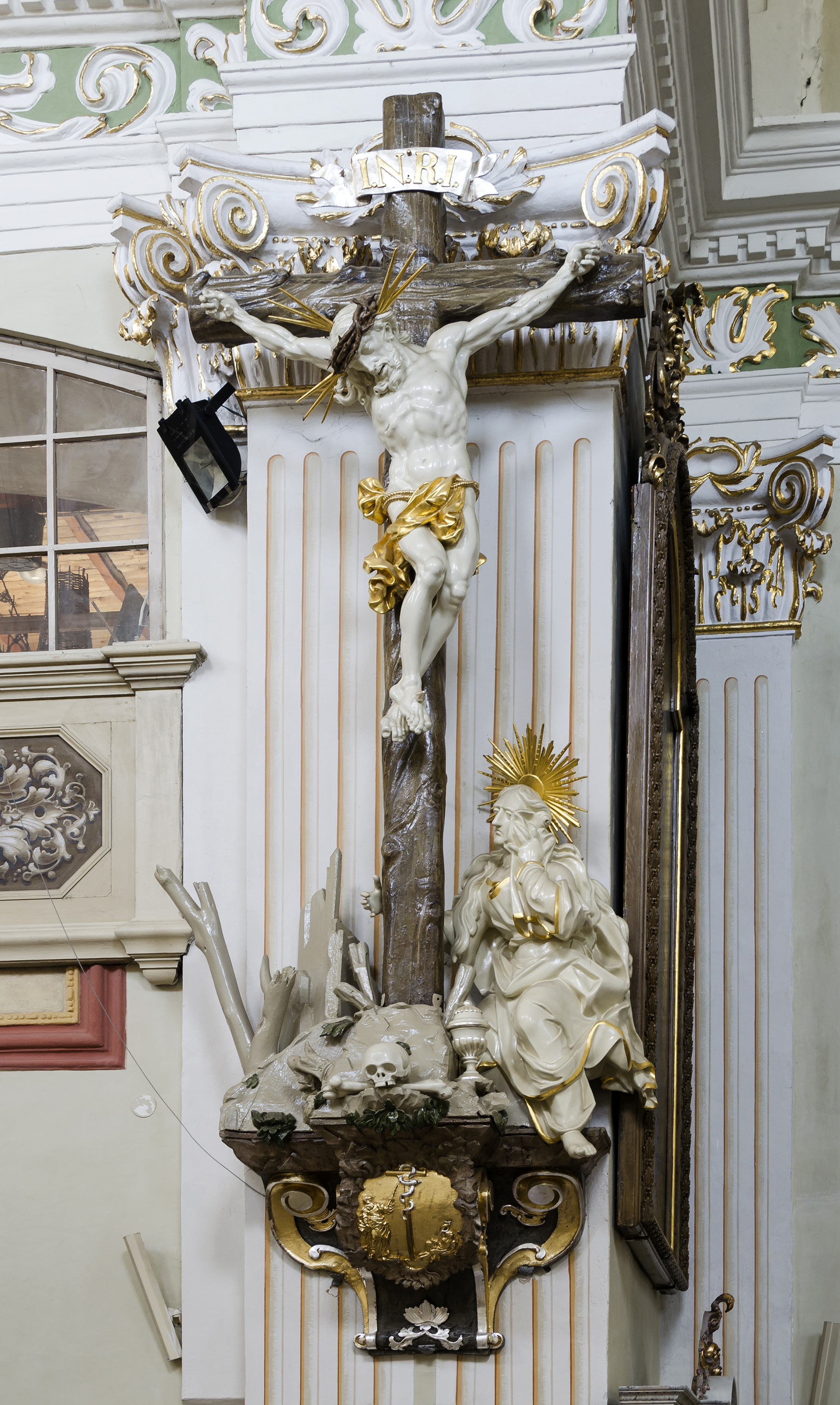
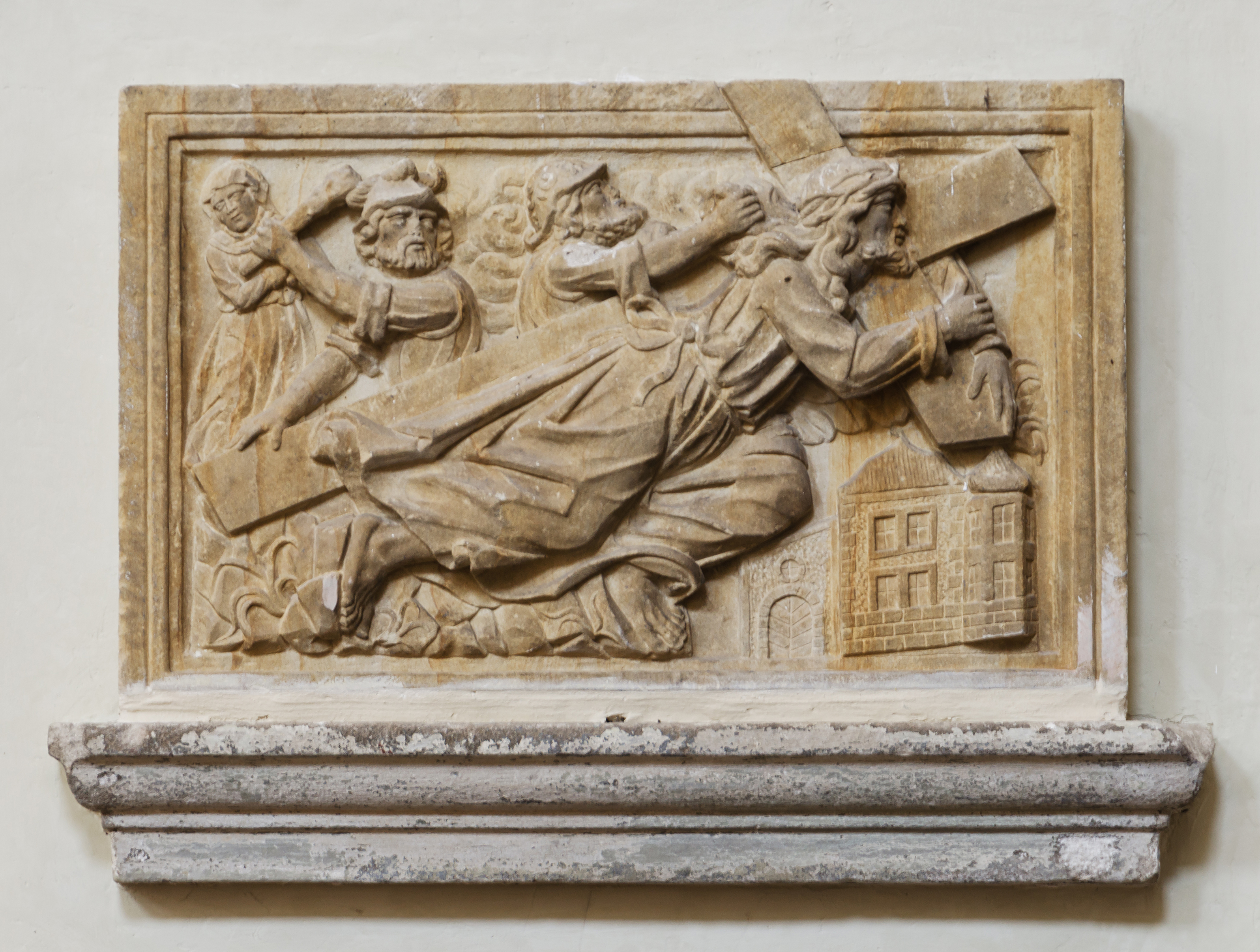
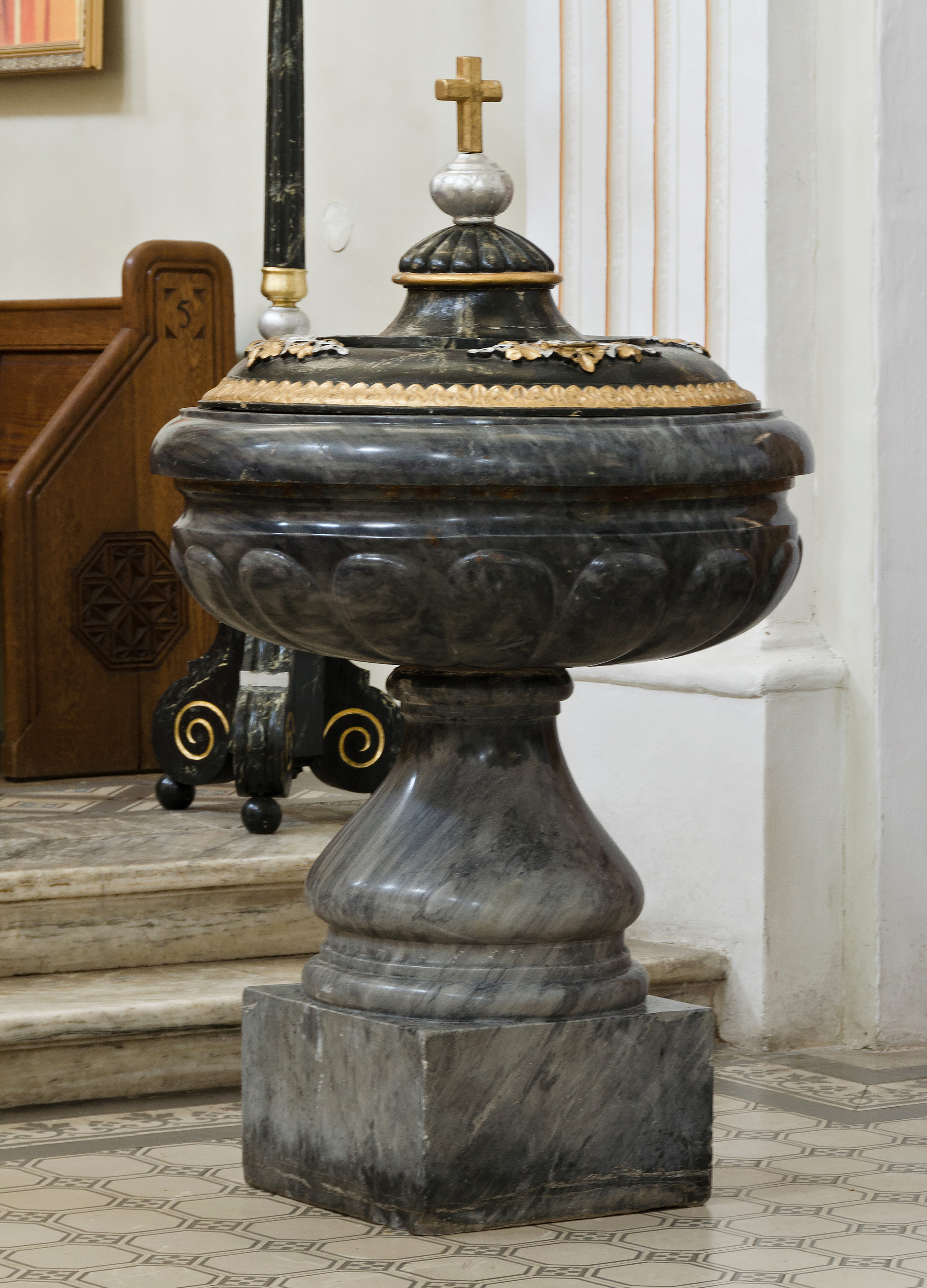
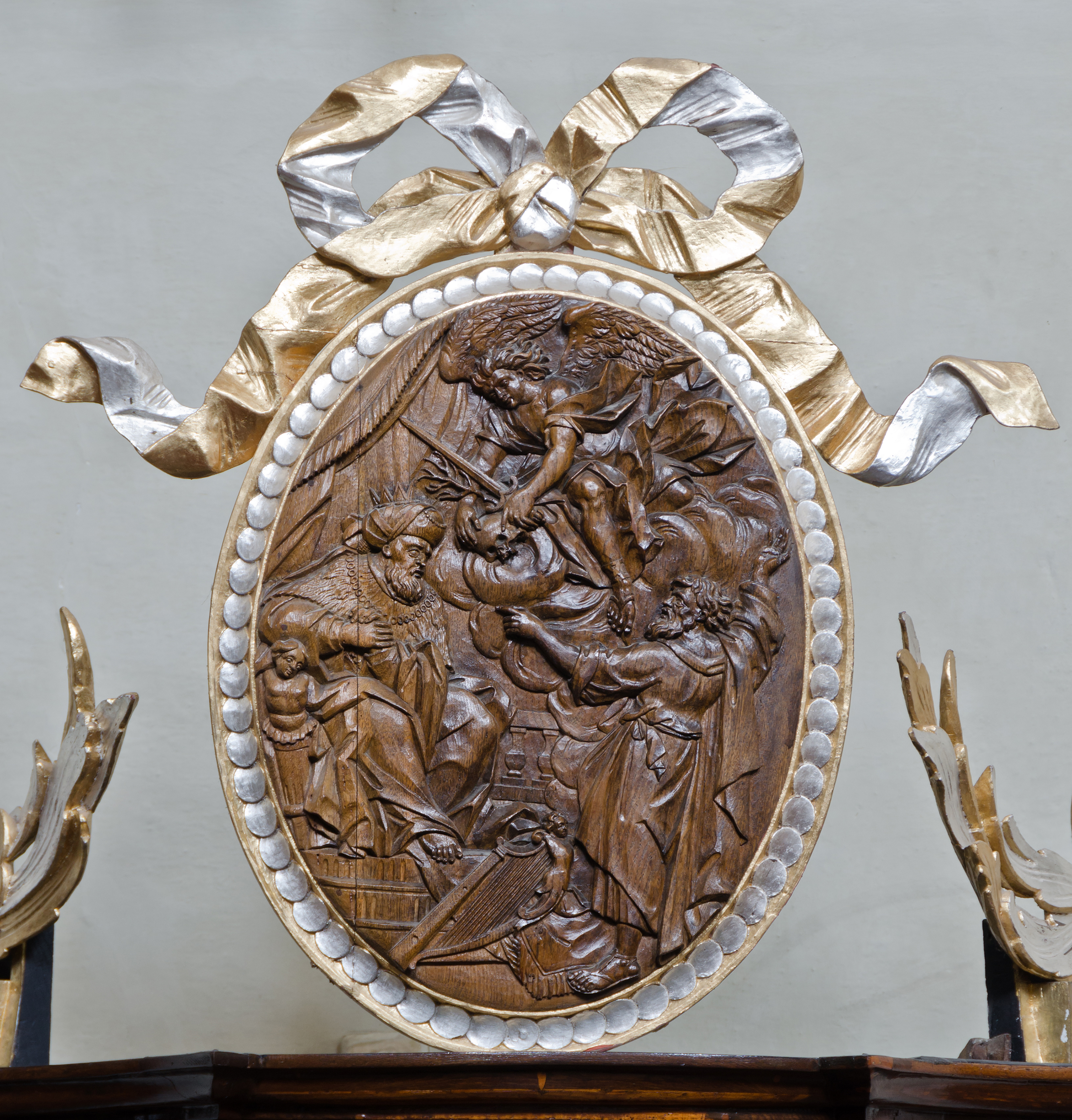